# Бёрнелл, Николас, 1-й барон Бёрнелл
Николас Бёрнелл (англ. Nicholas Burnell; примерно 1323 — 19 января 1383) — английский аристократ, 1-й барон Бёрнелл с 1350 года, сын сэра Джона Хаудло и Мод Бёрнелл, сестры Эдуарда, 1-го барона Бёрнелла. Эдуард умер бездетным, так что Николас стал его наследником. В 1348 году он принял фамилию Бёрнелл, а 24 ноября 1350 года был вызван в парламент как лорд и стал, таким образом, 1-м бароном Бёрнелл второй креации. В 1355 году Николас унаследовал отцовские владения. Известно, что он участвовал в боевых действиях на континенте.
Барон был женат на Мэри (о ней больше ничего не известно), в этом браке родился сын Хью (около 1347—1420), 2-й барон Бёрнелл.